# Edna (Texas)
Edna é uma cidade localizada no estado norte-americano de Texas, no Condado de Jackson.

## Demografia
Segundo o censo norte-americano de 2000, a sua população era de 5899 habitantes. Em 2006, foi estimada uma população de 5867, um decréscimo de 32 (-0.5%).

## Geografia
De acordo com o United States Census Bureau tem uma área de 10,1 quilômetros quadrados, dos quais 10,1 quilômetros quadrados cobertos por terra e 0,0 quilômetros quadrados cobertos por água. Edna localiza-se a aproximadamente 21 metros acima do nível do mar.

## Localidades na vizinhança
O diagrama seguinte representa as localidades num raio de 24 quilômetros ao redor de Edna.